# Метрополис
«Метро́полис» (нем. Metropolis) — немой художественный фильм Фрица Ланга по сценарию и параллельно написанному роману Теи фон Харбоу, эпическая метафорическая и научно-фантастическая антиутопия, ставшая высшей точкой и завершением развития немецкого киноэкспрессионизма. Считается одним из величайших немых кинопроизведений в истории. В 2001 году стал первым кинофильмом, который был внесён ЮНЕСКО в реестр программы по защите всемирного документального наследия «Память мира».

## Сюжет
Фильм начинается и заканчивается фразой: «Посредником между головой и руками должно быть сердце» (нем. Mittler zwischen Hirn und Händen muss das Herz sein).
Действие разворачивается в будущем. Огромный футуристический город Метрополис разделён на две части — верхнюю, где обитают «хозяева жизни», и подземную промышленную, жилище рабочих, низведённых до положения придатков гигантских машин.
Сын единовластного правителя Метрополиса Фредер (Густав Фрёлих) ведёт беззаботную и праздную жизнь и развлекается в Вечных Садах. Внезапно он видит Марию (Бригитта Хельм), девушку «снизу», которая привела на верхние уровни детей рабочих, чтобы показать им лучшую жизнь, возможно, ожидающую их впереди. Охрана выводит девушку и детей, но Фредер успевает влюбиться в неё с первого взгляда. Он отправляется её искать и попадает на промышленный уровень как раз в тот момент, когда там происходит авария, в которой погибают несколько человек. Подземная часть Метрополиса представляется Фредеру Молохом, постоянно требующим всё новых человеческих жертв.
Фредер идёт к своему отцу, Йо Фредерсену (Альфред Абель), рассказывает об аварии и спрашивает его, где те люди, чьими руками построен Метрополис. Фредерсен отвечает, что они там, где им и положено быть — на Дне. В это время к Фредерсену приходит цеховой мастер Грот (Генрих Георге) и приносит таинственные планы неизвестного подземелья, найденные в карманах двух погибших при аварии рабочих. Фредерсен спрашивает своего помощника Иосафата (Теодор Лоос), почему о взрыве и планах он узнаёт от сына и мастера, а не от него. Иосафат ничего не может ответить, и Фредерсен его увольняет — это означает, что Иосафат обречён отправиться на Дно. Фредер сочувствует Иосафату и предлагает ему работать на него. Фредерсен приказывает начальнику службы безопасности Худому (Фриц Расп) докладывать о каждом шаге Фредера.
Фредер снова отправляется на промышленный уровень, желая на своем опыте понять жизнь рабочих. Очень скоро он понимает, что в Метрополисе рабочий — это только придаток Машины, приказы которой он должен выполнять. Фредер заменяет измотанного монотонным трудом рабочего Номер 11811 (Эрвин Бисвангер) и становится на его место возле машины. Они меняются одеждой, и Фредер просит рабочего, чтобы тот отправился к Иосафату и дождался его. Худой в это время следит за машиной Фредера, шофёр которого получает через Номер 11811 приказание Фредера ехать на квартиру Иосафата. Номер 11811 находит в карманах одежды Фредера много денег, поддаётся искушению и отправляется в Иошивару — квартал «красных фонарей» и разгульных развлечений.
Фредерсен приходит к изобретателю Ротвангу (Рудольф Кляйн-Рогге), в доме которого обнаруживает гигантский бюст Хель — своей покойной жены, матери Фредера, в которую Ротванг был когда-то влюблён. Ротванг мстительно говорит, что сумел вернуть Хель к жизни, и показывает Фредерсену женщину-робота, «совершенного человека будущего — человеко-машину». Ему нужно 24 часа, чтобы завершить работу, — и тогда никто не сможет отличить его творение от живого человека. Фредерсен просит Ротванга посмотреть странные планы подземелий. Ротванг приходит к заключению, что это планы древних катакомб, расположенных ниже Дна Метрополиса. «Хотел бы я знать, что рабочие делают в этих катакомбах», — говорит Фредерсен. В ответ Ротванг показывает ему тайный вход в подземелье.
В это время Фредер находит в кармане одежды рабочего такой же план. Другой рабочий замечает это и говорит, что очередная встреча состоится сегодня после окончания смены в заброшенной штольне: «она снова зовёт нас». С трудом дождавшись конца смены, измотанный и почти лишённый воли, Фредер вместе с другими рабочими добредает по коридорам катакомб до подземной часовни, где вдруг видит Марию.
Фредерсен с Ротвангом наблюдают эту сцену через пролом в своде часовни, при этом Ротванг узнаёт Фредера и прилагает все усилия, чтобы Фредерсен не заметил своего сына.
Мария пересказывает рабочим легенду о Вавилонской башне: Великие умы задумали построить башню до небес и тем самым восславить величие Разума, Создателя и Человека. Однако сами они не могли реализовать свой замысел, а потому наняли для постройки Башни рабочих. И случилось так, что Руки, которые строили Башню, ничего не знали о Голове, в которой возникла изначальная идея. И то, что для Головы было вдохновением, для Рук обернулось непосильной ношей, проклятием. Руки и Голова говорили на одном языке, но не понимали друг друга — и Башня так и не была построена. Для того, чтобы Руки и Голова могли говорить друг с другом, нужен Посредник, и этим Посредником должно быть Сердце. «Где же этот Посредник?» — спрашивает один из рабочих. «Он придёт!» — отвечает Мария. «Мы будем ждать и терпеть», — говорит рабочий. — «Только бы не слишком долго». Рабочие расходятся, остаётся только Фредер. Мария узнаёт его и называет Посредником.
Фредерсен, так и не узнавший своего сына в толпе, предлагает Ротвангу придать человеко-машине облик Марии, чтобы разрушить доверие рабочих к девушке. Ротванг соглашается, придумав, как это можно использовать для мести Фредерсену. Он преследует Марию в катакомбах и загоняет её в свою лабораторию, чтобы скопировать её внешность на человеко-машину. Ротванг поручает человеко-машине погубить Фредерсена, его город и его сына.
Фредер приходит на встречу, которую Мария назначила ему в Соборе, но Мария не появляется. Фредер идёт на квартиру Иосафата, надеясь встретить там рабочего Номер 11811 и с его помощью снова найти Марию. Однако Худой уже перехватил рабочего и отправил его на место к машине. Фредер уходит, решив, что должен найти Марию сам. К Иосафату приходит Худой, который пытается подкупом и угрозами вынудить его покинуть Метрополис, но Иосафат отказывается предать Фредера. Они сражаются, Худой побеждает.
Ротванг пытается обездвижить Марию, чтобы поместить её в машину для копирования внешности. Мария сопротивляется. Её крик слышит Фредер, проходящий мимо дома Ротванга. Он врывается в дом, но оказывается заперт в подвале. Ротванг успешно копирует внешность Марии на человеко-машину, освобождает Фредера и говорит ему, что Мария сейчас у его отца. На самом деле к Фредерсену отправилась её механическая копия, Лже-Мария.
Фредерсен приказывает Лже-Марии опорочить доброе имя девушки, образ которой она носит. Ворвавшийся в комнату Фредер видит их вместе и впадает в безумие. Пока Фредер лежит в постели в горячке, Йо Фредерсену приносят приглашение от Ротванга на званый вечер, где главной звездой становится Лже-Мария — она танцует экзотический танец, который приводит молодых людей в неистовство. В бреду Фредер видит Марию в образе вестницы Апокалипсиса, видит статую Смерти, которая выходит из Собора в Метрополис, чтобы пожрать человеческие жизни.
Фредер приходит в себя. К нему приходит Иосафат в костюме рабочего — он скрывается от шпионов Фредерсена. Он рассказывает, что после званого вечера Ротванга среди молодых аристократов было несколько дуэлей и самоубийств. Вечные Сады заброшены, зато в Иошиваре столпотворение, и во всём этом виновата Мария. Худой докладывает Фредерсену, что только вера в приход Посредника удерживает рабочих от бунта. Фредерсен приказывает ему не препятствовать рабочим — что бы ни случилось, это отвечает его планам.
Ротванг говорит настоящей Марии, что Фредерсен хочет спровоцировать беспорядки, чтобы получить возможность подавить рабочее восстание силой.
Лже-Мария выступает перед рабочими в часовне. Она говорит, что Посредник не пришёл, что терпение должно закончиться, и призывает уничтожать машины. Рабочие готовы начать восстание. Появляются Фредер и Иосафат. Фредер обвиняет Лже-Марию, говорит, что она — фальшивка. Рабочие, узнав сына Фредерсена, в ярости набрасываются на него; Номер 11811 заслоняет Фредера от удара ножом и погибает.
(Далее частично утраченный эпизод: Ротванг в опьянении от успеха своего замысла рассказывает Марии, как он обманул Фредерсена, дав человеко-машине свои инструкции и утаив от него, что Фредер может стать Посредником. Фредерсен подслушивает его, тайно находясь на чердаке дома изобретателя, врывается в комнату и нападает на Ротванга. Марии удаётся сбежать.)
Лже-Мария провоцирует восстание. Рабочие и их жёны на подъёмниках отправляются на промышленный уровень, чтобы уничтожить машины, которые Лже-Мария назвала главной причиной их несчастий. Старший бригадир Грот закрывает перед ними ворота, чтобы спасти Генератор, и докладывает о восстании Фредерсену по видеотелефону. Тот приказывает открыть ворота. Грот подчиняется. Рабочие врываются в машинный зал. Грот пытается объяснить рабочим, что если они уничтожат машину, то весь жилой уровень, где остались дети, будет затоплен, но его никто не слушает. Рабочие набрасываются на него, а Лже-Мария в это время включает Генератор на полную мощность и скрывается. Рабочие в восторге наблюдают за тем, как Генератор и другие машины разрушаются от перегрузки.
Фредерсен из своего кабинета наблюдает за тем, как в Метрополисе пропадает энергия и останавливается движение. Входит Худой и докладывает, что Фредер остался на Дне. «Я хочу знать, где мой сын!» — кричит Фредерсен. «Завтра многие спросят: „Йо Фредерсен, где мой сын?“» — отвечает Худой.
Настоящая Мария оказывается на Дне как раз в тот момент, когда начинается затопление и с верхнего уровня падают все подъёмники. Она поднимает тревогу и пытается спасти детей. К ней присоединяются Фредер и Иосафат. Вместе они выводят детей с затопленного уровня через вентиляционные шахты.
Гроту в конце концов удаётся напомнить обезумевшим рабочим о том, что их дети остались на Дне. «Кто подговорил вас разрушить машины?» — спрашивает он. — «Без них вы умрёте!» Рабочие отвечают, что их подговорила ведьма, и отправляются в погоню за ней.
В это время Лже-Мария в Иошиваре возглавляет празднование Конца Света, а Фредер и настоящая Мария отводят детей в Вечные Сады. Толпа рабочих нападает на настоящую Марию, ей чудом удается спастись от расправы. В ужасе она бежит в Иошивару. Толпа бежит за ней туда и сталкивается с шествием «золотой молодёжи» во главе с невменяемой Лже-Марией. Её привязывают к столбу и намереваются сжечь на огромном костре. Фредер, думая, что это настоящая Мария, пытается её спасти, но его не пускают.
Сошедший с ума Ротванг сталкивается возле Собора с настоящей Марией и в безумии принимает её за Хель. Перепуганная Мария бежит от него, но он не отстаёт. Вдвоём они оказываются на колокольне Собора, и Мария, повиснув на верёвке, начинает бить в колокол.
Фредер наконец понимает, что к столбу привязана не Мария, а человеко-машина, которую огонь лишил человеческого облика. Колокольный звон привлекает его внимание, и он видит на галерее собора Марию, которую преследует Ротванг. Фредер бросается ей на помощь и схватывается с Ротвангом. За их дракой в ужасе наблюдает снизу Фредерсен. Рабочие узнают его, но Иосафат успевает сказать им, что их дети в безопасности. Фредеру удаётся сбросить Ротванга с галереи.
Поседевший Фредерсен и избитый рабочими Грот должны заключить символическое перемирие, но предрассудки мешают им подать друг другу руку. Мария просит Фредера сделать то, что он хотел — стать Посредником между Руками и Головой, и с его помощью Фредерсен и Грот пожимают друг другу руки.

## В ролях
- Густав Фрёлих — Фредер, сын Йо Фредерсена
- Бригитта Хельм — Мария / Человек-машина Хель
- Альфред Абель — Йо Фредерсен
- Рудольф Кляйн-Рогге — К. А. (Клаус Аберналь) Ротванг, изобретатель
- Фриц Расп — Худой
- Теодор Лоос — Иосафат
- Эрвин Бизвангер — Георгий, рабочий № 11811
- Генрих Георге — Грот, старший бригадир генераторного цеха

## Создание

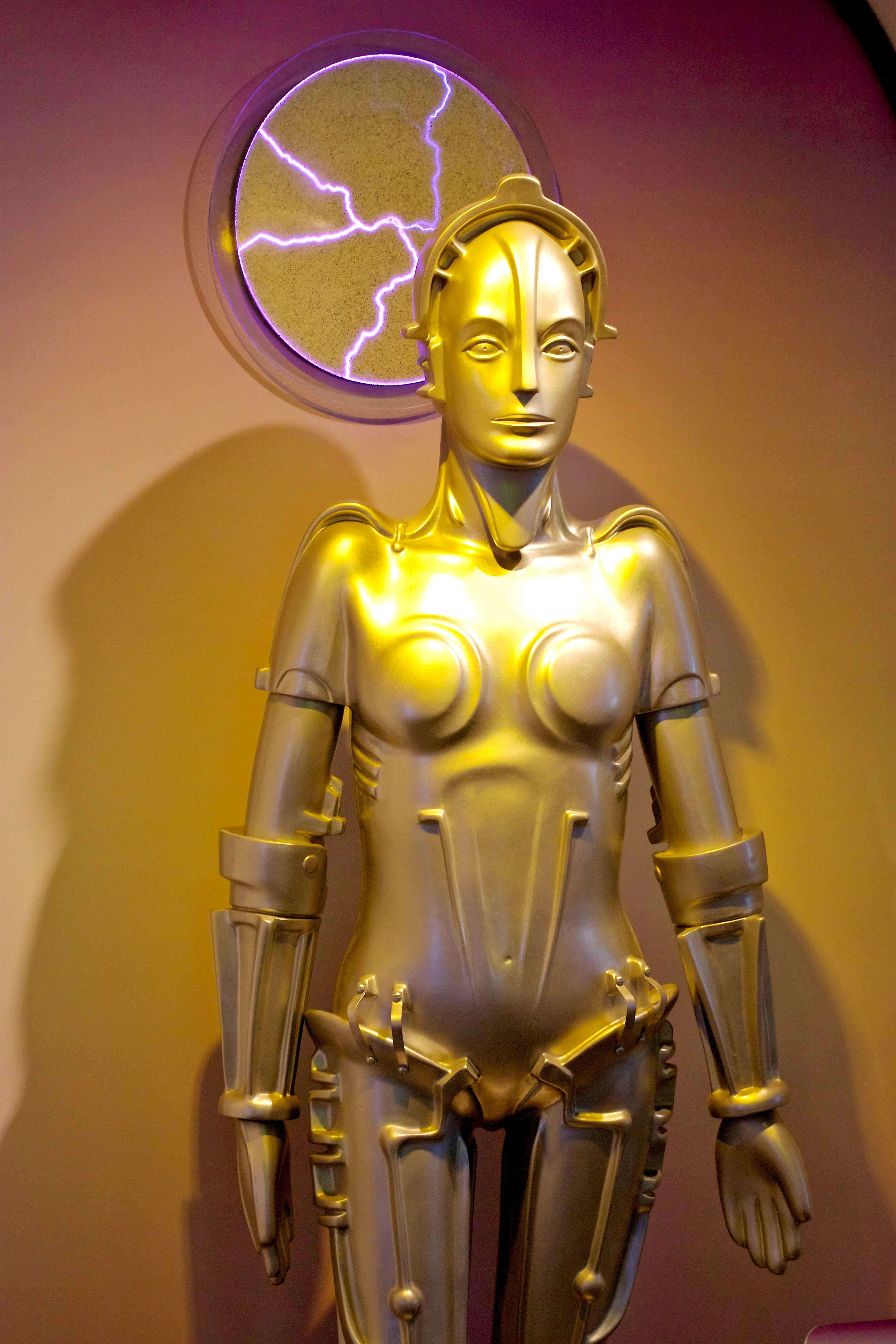
Реплика робота из фильма

Считается, что в массовых сценах были заняты около 30 тысяч человек, из них 750 детей; 1100 человек для участия в массовке эпизода с Вавилонской Башней согласились побрить головы. Притом что сам эпизод с Башней длится от силы минуты три, а появление многочисленных строителей — меньше минуты.
Сам режиссёр отрицал присутствие в массовке многотысячных толп, так в интервью 1972 года он говорил, что: «Там никогда не было тысяч статистов. Никогда», а на уточняющий вопрос ответил, что статистов было: «Двести пятьдесят или триста. Зависит от того, как использовать толпу».
За камерой на съёмках фильма работал один из ведущих немецких операторов — Карл Фройнд, который позже поставил в Голливуде несколько фильмов и как режиссёр — в том числе «Мумию» (1932).
Для фильма было построено грандиозное количество миниатюрных моделей, изображавших как исполинские здания и машины будущего, так и отдельные автомобили. Спецэффекты фильма выполнены в большой степени с помощью метода Шюфтана и покадровой анимации. В частности, так снимали движение машин по подвесным магистралям (ассистенты двигали каждую миниатюрную модель). Для изображения лучей света, ползающих по стенам Новой Вавилонской Башни, художник Эрих Кеттельхут нарисовал около тысячи картин размером 40×60 см — по отдельному изображению для каждого кадра.
Костюм робота (Лже-Марии) был изготовлен архитектором Вальтером Шульце-Миттендорфом из специального пластика, который быстро затвердевал на воздухе; до застывания из него можно было лепить всё, что хочется, спаивать, сгибать и распрямлять. Актрисе Бригитте Хельм пришлось пролежать некоторое время в гипсовой форме, чтобы костюм «механического человека» в точности повторял очертания её тела. Костюм был разборным, подобно рыцарским доспехам.
Фильм стал самым дорогим проектом за всю историю немецкого немого кино. Несмотря на громкий успех у критиков и вполне приличные сборы, он так и не смог окупить расходы на его производство и едва не стал причиной банкротства студии. В числе журналистов, освещавших для прессы съёмки фильма, был Курт Сиодмак, который впоследствии стал известен как писатель-фантаст, а затем и как продюсер, и сценарист множества знаменитых голливудских трэш-фильмов. Под видом корреспондента болгарской газеты на съёмки фильма попал Златан Дудов, и Фриц Ланг взял его на практику. Впоследствии Дудов сам стал режиссёром; самый знаменитый его фильм — «Куле Вампе, или Кому принадлежит мир?» (1932).
Автор плаката к фильму — Хайнц Шульц-Нойдамм.

## Версии фильма

На съёмочной площадке

Первоначальная продолжительность фильма составляла 153 минуты. Для проката в США компанией «Paramount» в 1927 году фильм был сокращён почти наполовину, потеряв множество существенных сюжетных линий, а вместе с ними и важные мотивы поступков героев. В частности, основной конфликт между Фредерсеном и Ротвангом — соперничество из-за умершей Хель — был полностью исключён из фильма; таким образом, исчезла мотивация создания человека-робота, а в конечном счёте и разрушения Метрополиса. Также были полностью удалены сцены преследования Фредера Худым и продолжительные эпизоды погони в конце фильма. Чтобы фильм оставался понятным после всех этих сокращений, необходимо было в значительной степени переделать интертитры и в некоторых местах по-другому смонтировать сохранившиеся эпизоды.
Премьера фильма состоялась в Берлине 10 января 1927 года. Там после нескольких недель безуспешной демонстрации в одном-единственном кинотеатре «Метрополис» был снят с экрана. После этого было принято решение сократить его и для проката в Германии, причём сокращения во многом базировались на американской версии. 5 августа 1927 года был скомпонован укороченный по американскому образцу и снабжённый изменёнными интнртитрами новый немецкий вариант «Метрополиса». Фриц Ланг к работе над второй немецкой версией фильма не привлекался.
На протяжении XX века были известны только сокращённые версии, что приводило к недоразумениям и неправомерным трактовкам авторского замысла. Начиная с 1960-х годов был предпринят ряд попыток восстановления фильма.
В 1984 году Джорджо Мородер смонтировал новую отреставрированную версию «Метрополиса» продолжительностью 88 минут, написал музыку и привлёк к работе над музыкальным оформлением известных исполнителей — Фредди Меркьюри, Джона Андерсона, Бонни Тайлер.
В 2001 году под эгидой Фонда Фридриха Вильгельма Мурнау на основе различных сохранившихся вариантов была создана компромиссная версия длиной 117 минут, дающая достаточно полное представление о сюжете фильма. В некоторых изданиях на VHS и DVD длина фильма превышает 120 минут из-за искусственно замедленного темпа воспроизведения — никаких дополнительных эпизодов по сравнению с отреставрированной версией в них нет.
В 2008 году в Музее кино в Буэнос-Айресе был обнаружен дубль-негатив полного варианта фильма на 16-мм киноплёнке, напечатанный в середине 1970-х годов с оригинальной нитрокопии, которая после этого была уничтожена. Недостающие сцены были отреставрированы и вставлены в вариант 2001 года. Это почти 30 минут фильма. Обновлённый «Метрополис» показали 12 февраля 2010 одновременно на Берлинском кинофестивале и во Франкфурте. Везде фильм сопровождался музыкой Готфрида Хупперца. Жители Франции и Германии также смогли увидеть ленту в режиме онлайн. Однако найденный дубль-негатив оказался скопирован с нарушением технологий, поэтому несмотря на усилия по реставрации, не удалось избавиться от плёночных дефектов — которые выделяют восстановленные фрагменты на фоне «качественной» версии 2001 года. Кроме того, два эпизода фильма не удалось найти по сей день: сцену, где Фредер, ищущий в Соборе Марию (которая в этот момент преследуется Ротвангом), видит на кафедре монаха, говорящего: «Воистину, я говорю вам, близятся дни Апокалипсиса!»; и сцену, где Фредерсен, видя Ротванга, рассказывающего Марии о своих планах, нападает на него. В обновлённой версии вместо этих сцен вставлены интертитры с их описанием, шрифт которых отличается от остальных интертитров.

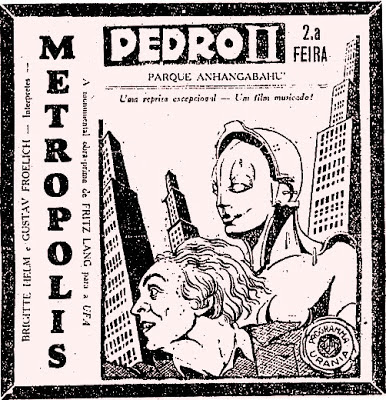
Бразильская реклама 1930 года